# Louis Duval de l'Epinoy
Louis Duval de l'Epinoy (1696-1778) fut marquis de Saint-Vrain de 1747 à 1769 et secrétaire du roi .
Il fit ériger l’obélisque de triangulation en 1750 en hommage aux travaux des Cassini

qui avaient mis au point un système de mesures permettant la réalisation de la carte géodésique de France. Cet obélisque, toujours visible sur la commune, a été inscrit aux monuments historiques le 18 février 1948.
Un portrait au pastel par Quentin de La Tour (1745) est exposé au musée Calouste Gulbenkian de Lisbonne.
Louis Duval de l'Epinoy épouse Marie-Anne Bersin (1699–1780). Le couple a deux filles :
- Marie-Marguerite (1732–1752) qui épouse en 1751 François-Pierre Dedelay de La Garde (1712–1789), maître des requêtes, fils  de Pierre Dedelay de la Garde, fermier général, et Elisabeth Roussel;
- Marie-Jeanne (1733–1823) qui épouse en 1753 Jean-Jacques Gallet de Beauchesne, comte de Pleuvault, marquis de Mondragon (1711–1796), maître des requêtes, secrétaire du roi, qui émigra en Allemagne[3]